# (13004) Aldaz
(13004) Aldaz ist ein Asteroid des Hauptgürtels, der am 15. September 1982 vom US-amerikanischer Astronomen Edward L. G. Bowell an der Anderson Mesa Station (IAU-Code 688) des Lowell-Observatoriums in Arizona entdeckt wurde.
Der Asteroid wurde am 30. März 2010 nach dem spanischen Meteorologen Luis Aldaz (1925–2011) benannt, der als wissenschaftlicher Leiter an der Byrd-Station (1960) und der Amundsen-Scott-Südpolstation (1961–1962 und 1963–1964) tätig war.